# Хрінницька ГЕС
Хрінницька ГЕС — мала гідроелектростанція, розташована на межі Рівненської і Волинської областей на відстані 52 км від м. Луцька, в основі якої є найбільша штучна водойма Рівненської області — Хрінницьке водосховище.

## Історія
Хрінницьке водосховище створене у 1957 році на р. Стир, яка відноситься до басейну Прип'яті з метою забезпечення роботи вбудованої у тіло греблі гідроелектростанції, а також для рекреації та рибогосподарських потреб регіону. Площа водосховища 2500 га, запроектований об'єм води в 40 млн м³. (За іншими даними площа басейну водозбору становить 2040 км кв, об'єм води 50 млн м³). Глибина від трьох до семи метрів, на ямах та руслі річки є і більше. За період свого існування водосховище декілька разів спрацьовувалось (спускалось).
Хрінницька ГЕС проектною потужністю 900 кВт була здана в експлуатацію в 1958 році, вона була розрахована на електропостачання 17 колгоспів Демидівському районі.
З 1977 року ГЕС припинила виробництво електроенергії в зв'язку з демонтажем турбін.
У травні 1989 року в нижньому б'єфі неподалік греблі виявлено карстову воронку в діаметрі 25 м та глибиною 9 м і проведено випуск води з водосховища до мертвого рівня. І лише в 1999 році після здійснених ремонтних робіт на водопідпірній греблі водосховище було наповнено водою.
З 1990 року тут розпочались ремонтно-відновлювальні роботи, проведено кріплення основи греблі та капітальний ремонт споруд напірного фронту. В процесі ремонту виконано роботи по цементації основи, ремонту й відновленню кріплення верхнього схилу, ремонт бетонних частин водоскиду, реконструкції проїзної частини автодороги на гребені греблі для відновлення функціонування ГЕС.
В березні 2002 року Хрінницька ГЕС введена в експлуатацію. Неодноразово фахівці висловлюються про необхідність капітального ремонту греблі. Однак всьому проблема — відсутність фінансування.

## Інформація про станцію
На ГЕС встановлено 2 турбіни по 450 кВт. За добу гідроелектростанція виробляє 19200 кВт/год. електроенергії.
Бетонна руслова гребля має загальну довжину по гребеню 39 м, та висота 12 м. Гребля має 8 водоскидних отворів, з яких 2 аварійно-ремонтні, розміром 5×6 м, в яких установлено плоскі металічні затвори 5×4 м.
Маневрування затворами здійснюється двома пересувними підйомниками вантажопідйомністю 30 тонн.
Діє підприємство ТзОВ’’МЕК’’ зареєстровано розпорядженням голови райдержадміністрації від 20 липня 2000 року № 247. Основний вид діяльності: виробництво електроенергії. Підприємство з року в рік нарощує об'єми виробництва. Якщо у 2003 році підприємство виробило електроенергії на суму 500 тис. гривень то за 2006 рік виробництво склало 1044 тис. гривень. Питома вага підприємства у загальному виробництві району становить 15%. На підприємстві в середньому працює 14 чоловік. 
На 20110-і роки призначення водосховища комплексне — енергетика, водопостачання, боротьба з повенями, рекреація, рибогосподарська діяльність.
Основним завданням експлуатації ГЕС є максимальне використання стоку ріки для виробництва електроенергії, недопущення холостих скидів річки, безаварійна робота ГЕС і гідротехнічних споруд.